# Ceres (Kalifornija)
Ceres je grad u američkoj saveznoj državi Kalifornija. Prema popisu stanovništva iz 2010. u njemu je živjelo 45,417 stanovnika.